# Ergebnisse der Kommunalwahlen für den Kreistag Pinneberg
Bei den Kommunalwahlen im Kreis Pinneberg wird unter anderem der Kreistag des Kreises Pinneberg besetzt. Der Kreis entstand 1867. In den folgenden Tabellen und Diagrammen werden die Ergebnisse der Kommunalwahlen für den Kreistag Pinneberg seit dem Zweiten Weltkrieg aufgelistet.

## Parteien und Wählergruppen
Bei den Wahlen traten verschiedene Parteien und Wählervereinigungen an:
- AfD: Alternative für Deutschland
- dieBasis: Basisdemokratische Partei Deutschland
- BHE: Bund der Heimatvertriebenen und Entrechteten
  - 1951 und 1955 als BHE
  - 1959 als GB/BHE: Gesamtdeutscher Block/Bund der Heimatvertriebenen und Entrechteten
- B’90/Grüne: Bündnis 90/Die Grünen
  - 1982 bis 1990: Die Grünen
  - ab 1994: Bündnis 90/Die Grünen
- CDU: Christlich Demokratische Union Deutschlands
- DFU: Deutsche Friedens-Union
- DKP (1946): Deutsche Konservative Partei
- DKP (1974–1994): Deutsche Kommunistische Partei
- DP: Deutsche Partei
- DW: Deutscher Wahlblock – Kreis Pinneberg
  - Zusammenschluss der CDU, FDP und DP; trat als Parteienbündnis zu den Wahlen 1951 und 1955 an
- FDP: Freie Demokratische Partei
- Die Humanisten: Partei der Humanisten
- IHM: Interessengemeinschaft Hallunner Moats
- KPD: Kommunistische Partei Deutschlands
- KWB: Kommunistischer Bund Westdeutschland
- kWGp: Kreis Wählergemeinschaft Pinneberg
- Linke: Die Linke
- NPD: Nationaldemokratische Partei Deutschlands
- Piraten: Piratenpartei Deutschland
- SPD: Sozialdemokratische Partei Deutschlands
- SSW: Südschleswigscher Wählerverband

## Wahlergebnisse der Kreistagswahlen

### Ergebnis der Kreistagswahl vom 14. Mai 2023
- Linke: 2
- SPD: 14
- Grüne: 14
- FDP: 6
- CDU: 24
- AfD: 6
- Basis: 1

Wahlberechtigte: 255.240

Abgegebene Stimmen: 123.842

Wahlbeteiligung: 48,5 %

ungültige Stimmen: 1.549
| Partei                | Stimmen | Prozent | Sitze |
| --------------------- | ------- | ------- | ----- |
| CDU                   | 43.606  | 35,7 %  | 24    |
| SPD                   | 25.592  | 20,9 %  | 14    |
| Bündnis 90/Die Grünen | 25.448  | 20,8 %  | 14    |
| AfD                   | 11.032  | 9,0 %   | 6     |
| FDP                   | 10.758  | 8,8 %   | 6     |
| Die Linke             | 3.349   | 2,7 %   | 2     |
| dieBasis              | 2.341   | 1,9 %   | 1     |
| SSW                   | 136     | 0,1 %   |       |
| Die Humanisten        | 31      | 0,0 %   |       |

Die Wahlvorschläge von 9 verschiedenen Parteien wurden am 24. März 2023 vom Kreiswahlausschuss zugelassen.
Der SSW trat nur im Wahlkreis 25 – Helgoland an.

Die Humanisten traten nur im Wahlkreis 16-Pinneberg-Mitte an.

Die CDU konnte 6 Überhangmandate erringen. Dadurch erhielten die Grünen und die SPD jeweils 4, die FDP 2 und die AfD sowie Die Linke jeweils 1 Ausgleichsmandat.

Damit erhöhte sich die Zahl der Kreistagsabgeordneten von 49 auf 67.

### Ergebnis der Kreistagswahl vom 6. Mai 2018
- Linke: 3
- SPD: 15
- Grüne: 11
- FDP: 5
- kWGP: 2
- CDU: 22
- AfD: 4

Wahlberechtigte: 255.638

Abgegebene Stimmen: 117.980

Wahlbeteiligung: 46,6 %

ungültige Stimmen: 1.176
| Partei                | Stimmen | Prozent | Sitze |
| --------------------- | ------- | ------- | ----- |
| CDU                   | 41.876  | 35,5 %  | 22    |
| SPD                   | 28.779  | 24,4 %  | 15    |
| Bündnis 90/Die Grünen | 21.599  | 18,3 %  | 11    |
| FDP                   | 9.432   | 8,0 %   | 5     |
| AfD                   | 8.220   | 7,0 %   | 4     |
| Die Linke             | 5.003   | 4,2 %   | 3     |
| kWGp                  | 2.985   | 2,5 %   | 2     |
| SSW                   | 86      | 0,1 %   |       |

Der SSW trat nur im Wahlkreis Helgoland an.
Die CDU errang 4 Überhangmandate.
Dadurch erhielt die SPD 3 Ausgleichsmandate, die Grünen 2 sowie die FDP, die AfD, DIE LINKE und die kWGp jeweils 1 Ausgleichsmandat.
Damit erhöhte sich die Zahl der Kreistagsabgeordneten von 49 auf 62.
Ein Abgeordneter der AfD trat 2019 aus der Fraktion aus und gehörte dem Kreistag weiterhin als fraktionsloser Abgeordneter an.

Ein Abgeordneter der kWGp trat aus der Wählergemeinschaft aus. Daraufhin verlor diese ihren Fraktionsstatus.

Eine Abgeordnete aus der FDP und eine Abgeordnete aus „Die Linke“ traten Ende 2020 aus ihren jeweiligen Fraktionen aus und bildeten gemeinsam die neue Fraktion „Bürgerliche Mitte – Kreis Pinneberg“.

Ein fraktionsloser Abgeordneter trat der AfD-Fraktion bei, die sich daraufhin in Fraktion „Alternative für Deutschland/Kreiswählergemeinschaft Pinneberg“ umbenannte.

Die Fraktion „Bürgerliche Mitte“ hat sich zum 31. Januar 2022 aufgelöst. Eine Abgeordnete hat sich der CDU-Fraktion angeschlossen, die andere gehörte seitdem dem Kreistag als fraktionslose Abgeordnete an.
Die Zusammensetzung des Kreistages am Ende der Wahlperiode:

CDU: 23 Abgeordnete

SPD: 15 Abgeordnete

Bündnis 90/Die Grünen: 11 Abgeordnete

FDP: 4 Abgeordnete

AfD/KWGP: 4 Abgeordnete

Die Linke: 2 Abgeordnete

3 fraktionslose Abgeordnete

### Ergebnis der Kreistagswahl vom 26. Mai 2013
- Linke: 1
- SPD: 15
- Grüne: 8
- Piraten: 1
- FDP: 3
- kWGP: 1
- CDU: 20

Wahlberechtigte: 248.303

Abgegebene Stimmen: 113.032

Wahlbeteiligung: 45,5 %

ungültige Stimmen: 1.994
| Partei                | Stimmen | Prozent | Sitze |
| --------------------- | ------- | ------- | ----- |
| CDU                   | 43.467  | 39,1 %  | 20    |
| SPD                   | 34.442  | 31,0 %  | 15    |
| Bündnis 90/Die Grünen | 17.283  | 15,6 %  | 8     |
| FDP                   | 6.577   | 5,9 %   | 3     |
| kWGp                  | 2.871   | 2,6 %   | 1     |
| Die Linke             | 2.747   | 2,5 %   | 1     |
| Piratenpartei         | 2.409   | 2,2 %   | 1     |
| NPD                   | 1.105   | 1,0 %   |       |
| SSW                   | 137     | 0,1 %   |       |

Der SSW trat nur im Wahlkreis Helgoland an.
Die beiden fraktionslosen Abgeordneten von Die Linke und der Piratenpartei hatten sich vor der konstituierenden Kreistagssitzung am 19. Juni 2013 zu der Fraktion Die Linke & Piraten zusammengeschlossen.

### Ergebnis der Kreistagswahl vom 25. Mai 2008
- Linke: 3
- SPD: 16
- Grüne: 7
- FDP: 6
- kWGP: 2
- CDU: 24

Wahlberechtigte: 241.740

Abgegebene Stimmen: 109.659

Wahlbeteiligung: 45,4 %

ungültige Stimmen: 2.226
| Partei                | Stimmen | Prozent | Sitze |
| --------------------- | ------- | ------- | ----- |
| CDU                   | 41.648  | 38,8 %  | 24    |
| SPD                   | 29.907  | 27,8 %  | 16    |
| Bündnis 90/Die Grünen | 13.615  | 12,7 %  | 7     |
| FDP                   | 11.884  | 11,1 %  | 6     |
| Die Linke             | 6.266   | 5,8 %   | 3     |
| kWGp                  | 4.113   | 2,6 %   | 2     |

Die CDU errang 4 Überhangmandate. Dadurch erhielt die SPD 2 Ausgleichsmandate und Bündnis 90/Die Grünen, die FDP und die kWGp jeweils 1 Ausgleichsmandat.

Damit erhöhte sich die Zahl der Kreistagsabgeordneten von 49 auf 58.

### Ergebnis der Kreistagswahl vom 2. März 2003
- SPD: 16
- Grüne: 6
- FDP: 4
- CDU: 28

Wahlberechtigte: 233.211

Abgegebene Stimmen: 121.507

Wahlbeteiligung: 52,1 %

Ungültige Stimmen:2.261
| Partei                | Stimmen | Prozent | Sitze |
| --------------------- | ------- | ------- | ----- |
| CDU                   | 60.792  | 51,0 %  | 28    |
| SPD                   | 35.392  | 29,7 %  | 16    |
| Bündnis 90/Die Grünen | 13.297  | 11,2 %  | 6     |
| FDP                   | 9.765   | 8,2 %   | 4     |

Die CDU errang 3 Überhangmandate. Dadurch erhielten die SPD und Bündnis 90/Die Grünen jeweils 1 Ausgleichsmandat. Dadurch erhöhte sich die Abgeordnetenzahl von 49 auf 54 Kreistagsmitglieder.
Zwei Kreistagsabgeordnete der CDU-Fraktion verließen im Laufe des Jahres 2007 Partei und Fraktion und gründeten im Februar 2008 eine eigene Fraktion unter dem Namen KWGP=Kreis Wählergemeinschaft Pinneberg.

### Ergebnis der Kreistagswahl vom 22. März 1998
- SPD: 22
- Grüne: 4
- FDP: 3
- CDU: 20

Wahlberechtigte: 226.248

abgegebene Stimmen: 140.631

Wahlbeteiligung: 62,3 %

gültige Stimmen: 137.830
| Partei                | Stimmen | Prozent | Sitze |
| --------------------- | ------- | ------- | ----- |
| SPD                   | 60.990  | 44,3 %  | 22    |
| CDU                   | 54.504  | 39,5 %  | 20    |
| Bündnis 90/Die Grünen | 12.343  | 9,0 %   | 4     |
| FDP                   | 9.839   | 7,1 %   | 3     |
| IHM                   | 154     | 0,1 %   |       |

Die IHM = Interessengemeinschaft Hallunner Moats trat nur im Wahlkreis Helgoland an.

### Ergebnis der Kreistagswahl vom 20. März 1994
- SPD: 21
- Grüne: 6
- FDP: 3
- CDU: 19

Wahlberechtigte: 214.148

abgegebene Stimmen: 151.801

Wahlbeteiligung: 70,9 %

gültige Stimmen: 148.600
| Partei                | Stimmen | Prozent | Sitze |
| --------------------- | ------- | ------- | ----- |
| SPD                   | 60.350  | 40,6 %  | 21    |
| CDU                   | 56.204  | 37,8 %  | 19    |
| Bündnis 90/Die Grünen | 18.955  | 12,8 %  | 6     |
| FDP                   | 8.437   | 5,7 %   | 3     |
| Die Mitte             | 4.105   | 2,8 %   |       |
| DKP                   | 329     | 0,2 %   |       |
| IHM                   | 220     | 0,1 %   |       |

### Ergebnis der Kreistagswahl vom 28. März 1990
- SPD: 21
- Grüne: 4
- FDP: 4
- CDU: 20

Wahlberechtigte: 209.206

abgegebene Stimmen: 144.369

Wahlbeteiligung: 69,0 %

gültige Stimmen: 142.398
| Partei     | Stimmen | Prozent | Sitze |
| ---------- | ------- | ------- | ----- |
| SPD        | 61.454  | 43,2 %  | 21    |
| CDU        | 58.051  | 40,8 %  | 20    |
| Die Grünen | 11.697  | 8,2 %   | 4     |
| FDP        | 11.196  | 7,9 %   | 4     |

### Ergebnis der Kreistagswahl vom 2. März 1986
- SPD: 21
- Grüne: 4
- CDU: 24

Wahlberechtigte: 201.854

abgegebene Stimmen: 139.479

Wahlbeteiligung: 69,1 %

gültige Stimmen: 137.078
| Partei     | Stimmen | Prozent | Sitze |
| ---------- | ------- | ------- | ----- |
| CDU        | 61.439  | 44,8 %  | 24    |
| SPD        | 55.576  | 40,5 %  | 21    |
| Die Grünen | 12.203  | 8,9 %   | 4     |
| FDP        | 6.619   | 4,8 %   |       |
| DKP        | 1.241   | 0,9 %   |       |

### Ergebnis der Kreistagswahl vom 7. März 1982
- SPD: 17
- Grüne: 3
- FDP: 4
- CDU: 25

Wahlberechtigte: 214.148

abgegebene Stimmen: 151.801

Wahlbeteiligung: 70,9 %

gültige Stimmen: 148.600
| Partei     | Stimmen | Prozent | Sitze |
| ---------- | ------- | ------- | ----- |
| CDU        | 69.506  | 49,5 %  | 25    |
| SPD        | 48.659  | 34,7 %  | 17    |
| FDP        | 11.855  | 8,5 %   | 4     |
| Die Grünen | 8.988   | 6,4 %   | 3     |
| DKP        | 1.274   | 0,9 %   |       |

### Ergebnis der Kreistagswahl vom 5. März 1978
- SPD: 20
- FDP: 4
- CDU: 25

Wahlberechtigte: 183.753

abgegebene Stimmen: 145.171

Wahlbeteiligung: 79,0 %

gültige Stimmen: 141.980
| Partei | Stimmen | Prozent | Sitze |
| ------ | ------- | ------- | ----- |
| CDU    | 69.582  | 49,0 %  | 25    |
| SPD    | 56.877  | 40,1 %  | 20    |
| FDP    | 13.472  | 9,5 %   | 4     |
| DKP    | 1.977   | 1,4 %   |       |
| KBW    | 72      | 0,1 %   |       |

### Ergebnis der Kreistagswahl vom 24. März 1974
- SPD: 17
- FDP: 5
- CDU: 27

Wahlberechtigte: 176.817

abgegebene Stimmen: 144.479

Wahlbeteiligung: 81,7 %

gültige Stimmen: 141.575
| Partei | Stimmen | Prozent | Sitze |
| ------ | ------- | ------- | ----- |
| CDU    | 75.666  | 53,4 %  | 27    |
| SPD    | 47.777  | 33,7 %  | 17    |
| FDP    | 16.266  | 11,5 %  | 5     |
| DKP    | 1.866   | 1,3 %   |       |

### Ergebnis der Kreistagswahl vom 26. April 1970
- SPD: 23
- FDP: 3
- CDU: 23

Wahlberechtigte: 167.775

abgegebene Stimmen: 122.168

Wahlbeteiligung: 72,8 %

gültige Stimmen: 119.353
| Partei | Stimmen | Prozent | Sitze |
| ------ | ------- | ------- | ----- |
| CDU    | 54.348  | 45,5 %  | 23    |
| SPD    | 54.245  | 45,4 %  | 23    |
| FDP    | 7.251   | 6,1 %   | 3     |
| FWP    | 2.007   | 1,7 %   |       |
| NPD    | 1.502   | 1,3 %   |       |

### Ergebnis der Kreistagswahl vom 13. März 1966
- SPD: 22
- FDP: 5
- CDU: 22

Wahlberechtigte: 165.198

abgegebene Stimmen: 115.823

Wahlbeteiligung: 70,1 %

gültige Stimmen: 112.214
| Partei | Stimmen | Prozent | Sitze |
| ------ | ------- | ------- | ----- |
| CDU    | 51.128  | 45,6 %  | 22    |
| SPD    | 49.037  | 43,7 %  | 22    |
| FDP    | 12.049  | 10,7 %  | 5     |

### Ergebnis der Kreistagswahl vom 11. März 1962
- SPD: 21
- FDP: 6
- CDU: 19

Wahlberechtigte: 151.201

abgegebene Stimmen: 107.794

Wahlbeteiligung: 71,3 %

gültige Stimmen: 119.353
| Partei | Stimmen | Prozent | Sitze |
| ------ | ------- | ------- | ----- |
| SPD    | 45.309  | 43,5 %  | 21    |
| CDU    | 40.785  | 39,2 %  | 19    |
| FDP    | 12.813  | 12,3 %  | 6     |
| GDP    | 3.570   | 3,4 %   |       |
| DFU    | 1.584   | 1,5 %   |       |

### Ergebnis der Kreistagswahl vom 23. März 1959
- SPD: 22
- FDP: 4
- GB/BHE: 4
- CDU: 16

Wahlberechtigte: 140.590

abgegebene Stimmen: 104.470

Wahlbeteiligung: 74,3 %

gültige Stimmen: 99.220
| Partei   | Stimmen | Prozent | Sitze |
| -------- | ------- | ------- | ----- |
| SPD      | 44.977  | 45,3 %  | 22    |
| CDU      | 33.046  | 33,3 %  | 16    |
| FDP      | 9.539   | 9,6 %   | 4     |
| GB/BHE   | 9.199   | 9,3 %   | 4     |
| DP       | 1.811   | 1,8 %   |       |
| Sonstige | 648     | 0,7 %   |       |

### Ergebnis der Kreistagswahl vom 25. März 1955
- SPD: 21
- FDP: 5
- BHE: 6
- CDU: 14

### Ergebnis der Kreistagswahl vom 29. April 1951
- SPD: 21
- FDP: 4
- BHE: 7
- CDU: 12
- DP: 3

Wahlberechtigte: 129.086

abgegebene Stimmen: 101.222

Wahlbeteiligung: 78,4 %

gültige Stimmen: 95.760
| Partei                              | Stimmen | Prozent | Sitze |
| ----------------------------------- | ------- | ------- | ----- |
| SPD                                 | 36.254  | 37,9 %  | 21    |
| Deutscher Wahlblock Kreis Pinneberg | 33.507  | 35,0 %  | 18    |
| BHE                                 | 22.425  | 23,4 %  | 7     |
| KPD                                 | 3.574   | 3,7 %   |       |

Die Fraktion Deutscher Wahlblock Kreis Pinneberg setzte sich aus 12 Abgeordneten der CDU, 4 der FDP und 3 der Deutschen Partei zusammen.

### Ergebnis der Kreistagswahl vom 24. Oktober 1948
- SPD: 23
- FDP: 8
- CDU: 13

| Partei | Stimmen | Prozent | Sitze |
| ------ | ------- | ------- | ----- |
| SPD    | 38.355  | 43,2 %  | 23    |
| CDU    | 22.698  | 25,5 %  | 13    |
| FDP    | 13.680  | 15,4 %  | 8     |
| KPD    | 4.532   | 5,1 %   |       |

### Ergebnis der Kreistagswahl vom 13. Oktober 1946
- KPD: 1
- SPD: 28
- FDP: 6
- CDU: 10

| Partei | Stimmen | Prozent | Sitze |
| ------ | ------- | ------- | ----- |
| SPD    | 104.607 | 49,4 %  | 28    |
| FDP    | 51.342  | 24,3 %  | 6     |
| CDU    | 40.356  | 19,0 %  | 10    |
| KPD    | 14.684  | 6,9 %   | 1     |
| DKP    | 890     | 0,4 %   |       |

Das von der britischen Besatzungsmacht erlassene Wahlrecht bevorzugte die stärkste Partei klar. Der Wähler konnte bis zu drei Kandidaten in seinem Wahlkreis direkt wählen. Nach dem Wahlrecht wurden 60 % der Abgeordneten in Wahlkreisen und 40 % über die Kreislisten der Parteien gewählt, ohne dass Ausgleichsmandate vergeben wurden. Damit hatte das Wahlrecht eher den Charakter des Mehrheitswahlrechtes als des Verhältniswahlrechtes.

So konnte die CDU durch ihre direkt gewonnenen Mandate auch mehr Abgeordnete in den Kreistag entsenden als die FDP, obwohl die Liberalen im Saldo mehr Stimmen erhalten hatten.